# Junia (postać biblijna)
Junia albo Junias (w niektórych przekładach Junjasz lub Junijasz, w oryginale w bierniku gr. Iουνιαν – Iounian lub „Ιουνια” – Iounia) – postać biblijna wspomniana w Liście do Rzymian 16,7. Istnieją spory dotyczące płci tej postaci.
Pod imieniem Junia czczona jest w Kościele prawosławnym jako święta wspominana 17 maja.

## Płeć postaci
Postać wspomniana jest jedynie w jednym miejscu w Biblii, jednak budzi spór z powodu dyskusji o roli kobiet we wczesnym chrześcijaństwie. Werset Rz 16,7 brzmi w tłumaczeniu Biblii Tysiąclecia:

Pozdrówcie Andronika i Juniasa, moich rodaków i współtowarzyszy więzienia, którzy się wyróżniają między apostołami, a którzy przede mną przystali do Chrystusa.

Natomiast w tłumaczeniu Biblii poznańskiej:

Pozdrówcie Andronika i Junię, moich krewnych i współwięźniów, którzy należą do grona wybitnych apostołów, którzy jeszcze przede mną należeli do Chrystusa.

Pierwszą opcję przekładu wybrali także (uwzględniając ważniejsze polskie przekłady) tłumacze Biblii brzeskiej, Biblii gdańskiej, Biblii warszawsko-praskiej, Przekładu Ekumenicznego oraz Przekładu Nowego Świata, natomiast drugą tłumacze Biblii warszawskiej, Biblii Jakuba Wujka oraz Przekładu Seweryna Kowalskiego. Drugą opcję wybrał także św. Hieronim ze Strydonu – tłumacz Wulgaty.
Orygenes traktował Junię czasem jako kobietę, czasem jako mężczyznę. Prawdopodobnie jest to rezultat późniejszej korupcji tekstu. O Junii jako kobiecie pisali między innymi św. Hieronim, św. Jan Chryzostom oraz Piotr Abelard. O towarzyszu Andronika jako mężczyźnie wspomina po raz pierwszy Idzi Rzymianin, pogląd ten upowszechnił się później wśród teologów różnych wyznań (podzielał go między innymi Marcin Luter, który przetłumaczył imię jako Junias).
Uczeni dowodzą, że w starożytności imię to było wyłącznie imieniem żeńskim. W zachowanym piśmiennictwie greckim nie znajdujemy ani jednego przykładu, gdzie imię to nosiłby mężczyzna.

## Rola postaci
Nie jest jasne, czy postać była zaliczana do grona apostołów (gr. wysłanników w domyśle Chrystusa). Również tutaj widoczne są różnice pomiędzy przekładami. Niektóre wyraźnie przyznają Junii/Juniasowi oraz Andronikowi tytuł apostoła. Przykładem jest tu tłumaczenie Biblii Poznańskiej:

Pozdrówcie Andronika i Junię, moich krewnych i współwięźniów, którzy należą do grona wybitnych apostołów, którzy jeszcze przede mną należeli do Chrystusa.

Inne natomiast mówią jedynie o autorytecie, jakim wspomniane osoby cieszą się wśród apostołów. Tu przykładem jest przekład Biblii Warszawsko-Praskiej:

Pozdrówcie Andronika i Juniasa, współrodaków moich, którzy byli w więzieniu razem ze mną. Cieszą się oni wielkim poważaniem u apostołów, a chrześcijaństwo przyjęli jeszcze przede mną.

Do trzeciej grupy należą przekłady, które tłumaczą werset tak, że można go interpretować na oba sposoby. Przykładem jest tu Biblia Tysiąclecia:

Pozdrówcie Andronika i Juniasa, moich rodaków i współtowarzyszy więzienia, którzy się wyróżniają między apostołami a którzy przede mną przystali do Chrystusa.

Jednak formę żeńską stosują także przekłady oparte na tekstach zawierających wersję „Iουνιαν”, zawartą w większości wydań krytycznych Nowego Testamentu.
W prawosławiu Junia zaliczana bywa w poczet „siedemdziesięciu apostołów”, co czyni ją drugą kobietą noszącą tytuł apostoła – obok Marii Magdaleny, zwanej w prawosławiu „apostołką apostołów”.